# Medaille van de Nationale Verdediging
De Medaille van de Nationale Verdediging, (Frans: médaille de la Défense nationale) is een Franse onderscheiding die op 21 april 1982 werd ingesteld. De instelling was een initiatief van de Minister van Defensie Charles Hernu. De medaille beloont bijzondere verdiensten tijdens militaire operaties en het verlenen van humanitaire hulp. De medaille wordt in drie graden of "échelons" uitgereikt. Aan toekenning van de medaille worden de volgende voorwaarden gesteld:
- Medaille van de Nationale Verdediging in Goud. Om deze medaille te verwerven moet men ten minste 10 jaar hebben gediend en 800 punten hebben verdiend. Het moet ten minste 2 jaar geleden zijn dat de zilveren medaille werd ontvangen en de minister moet de benoeming persoonlijk goedkeuren.

- Medaille van de Nationale Verdediging in Zilver. Om deze medaille te verwerven moet men ten minste 5 jaar hebben gediend en 600 punten hebben verdiend. Het moet ten minste 2 jaar geleden zijn dat de bronzen medaille werd ontvangen en de minister moet de benoeming persoonlijk goedkeuren.

- Medaille van de Nationale Verdediging in Brons. Om deze medaille te verwerven moet men ten minste 1 jaar hebben gediend en 90 punten hebben verdiend.

## De puntentelling
- Voor ieder dienstjaar 15 punten
- Voor ieder dienstjaar als reservist 15 punten
- Voor iedere dag OPEX (Opération extérieure), MCD, OPINT (Opération intérieure) of VIGIPIRATE 3 punten
- Voor de conférence JAPD (een opleiding) 1 punt per dag
- Voor werkzaamheden in de optionele reserve 1 punt per dag
- Voor de voorbereiding van operaties, oefeningen en manoeuvres 1 punt per dag
- Voor dienst in een 24 uur per dag bemande eenheid 1 punt per dag
- Voor zeereizen in schepen 1 punt per dag
- Voor zeereizen in onderzeeboten 2 punten per dag
- Voor het behalen van een certificaat vreemde talen ontvangt men 10 tot 40 punten
- Voor een toegekende onderscheiding of een vermelding in een dagorder ontvangt men 10 tot 40 punten

Wanneer militair personeel in actieve dienst of in de reserve tijdens het uitoefenen van hun plicht om het leven komt of gewond raakt kan, bij leven of postuum, met de medaille in alle drie de graden worden gedecoreerd. 
Militairen of reservisten die uitmunten in hun werkzaamheden kunnen worden gedecoreerd met alle drie de graden van de medaille 
Tot slot kan de medaille in alle drie de graden worden toegekend aan Franse burgers, buitenlandse militairen en vreemdelingen die zich door hun buitengewone en eervolle diensten voor de Franse defensie hebben onderscheiden. 
Wie al met het Legioen van Eer werd gedecoreerd kan de Medaille van de Nationale Verdediging niet meer ontvangen.

## Onderscheiding
De ronde medaille is op de voorzijde met een afbeelding van het beroemde basreliëf "la Marseillaise" van François Rude, bekend van de Arc de Triomphe in Parijs versierd. Het rondschrift luidt "RÉPUBLIQUE FRANÇAISE". 
Op de keerzijde staat een Frygische muts, symbool van de vrijgelaten Romeinse slaaf en een embleem van de Franse Revolutie. Het rondschrift luidt "ARMÉE" "NATION" "DÉFENSE NATIONALE". 
De medaille wordt aan een lint op de linkerborst gedragen. Dat lint is voor ieder der drie graden verschillend;
- De Medaille van de Nationale Verdediging in Goud wordt aan een rood-blauw-rood lint met goudgele bies gedragen

- De Medaille van de Nationale Verdediging in Zilver wordt aan een rood-blauw-rood lint met zilveren bies gedragen

- De Medaille van de Nationale Verdediging in Brons wordt aan een rood-blauw-rood lint gedragen

## Sterren en palmen op het lint
Een vermelding in een dagorder (citation dans les ordres) voor moed die niet in het oog van de vijand werd getoond kan worden beloond met de gouden medaille. In dat geval wordt op het lint een vijfpuntige metalen ster of palm gedragen, net als op het Oorlogskruis. Op het lint worden sterren en palmen bevestigd om aan te duidden wie de eervolle vermelding heeft opgesteld.
- De bronzen ster laat zien dat men door de bevelhebber van zijn regiment is vermeld.
- De zilveren ster laat zien dat men door de bevelhebber van zijn divisie is vermeld.
- De verguld zilveren ster laat zien dat men door de bevelhebber van zijn legerkorps is vermeld.
- De bronzen palm laat zien dat men door de bevelhebber van het leger is vermeld.
- Vijf bronzen palmen worden vervangen door een zilveren palm.

Uit deze regels blijkt dat alleen de hoogste officieren een eervolle vermelding konden laten opnemen in de Staatscourant. Zij moeten ook daadwerkelijk het bevel over een legermacht voeren.

## De gespen
De medaille wordt met tal van gespen uitgereikt. Toch mag men er niet meer dan drie tegelijk dragen. In januari 2014 waren dat: 

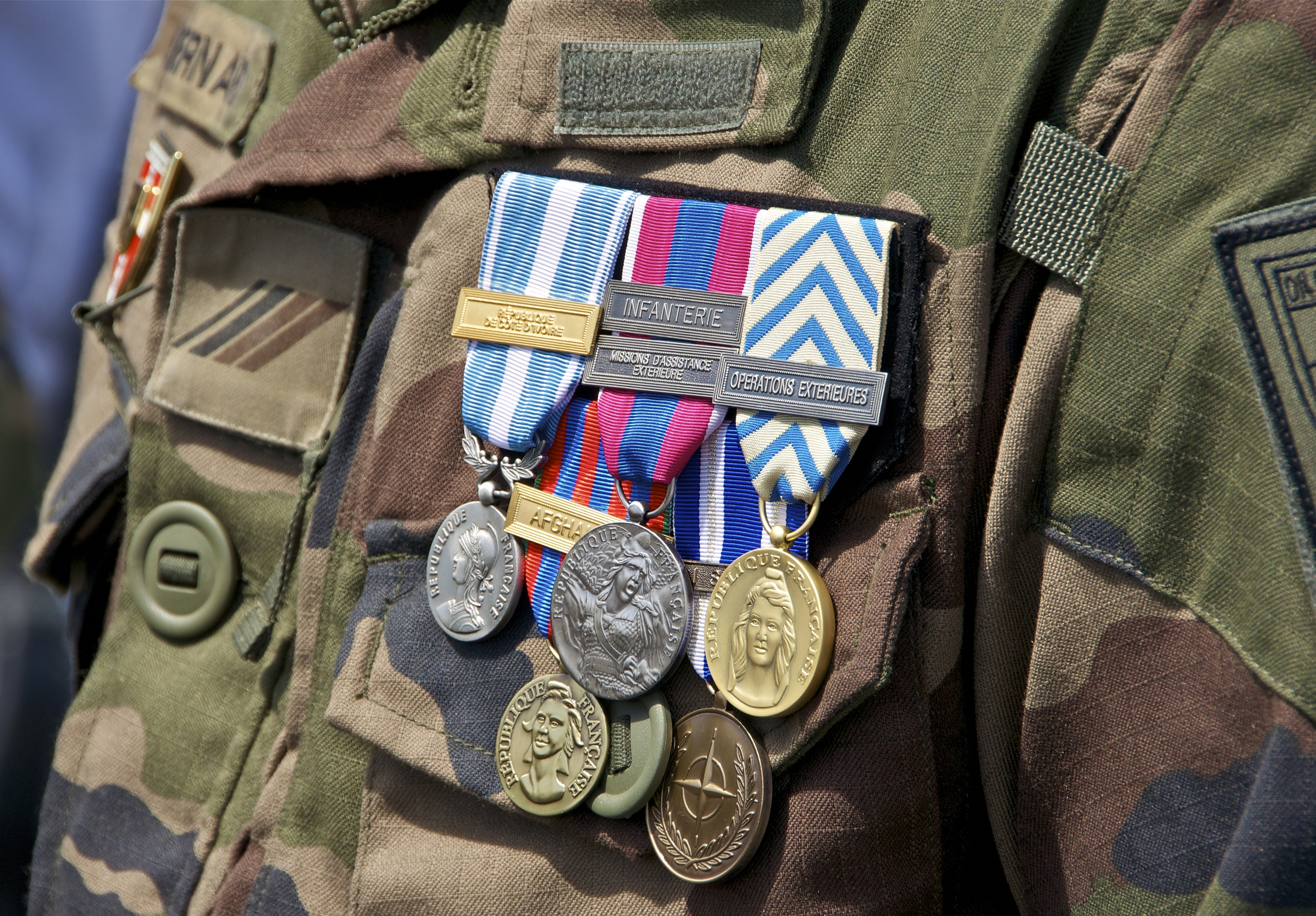
Soldaat met de medaille en twee gespen

De geografische gespen (agrafes géographiques)
- CORPS EUROPÉEN ; het gezamenlijke Frans-Duitse legerkorps
- FORCE OCÉANIQUE STRATÉGIQUE ; de kernwapens op zee
- MISSIONS D’OPÉRATIONS EXTÉRIEURES ; missies buiten Frankrijk
- MISSIONS D’OPÉRATIONS INTÉRIEURES ; missies binnen Frankrijk
- TERRES AUSTRALES ET ANTARCTIQUES ; De Franse gebieden rond de Zuidpool
- MURUROA-HAO. het eiland waar de Franse kernproeven plaatsvinden

De gespen voor specialismen
- ARMÉE DE L’AIR ; de luchtmacht
- DÉFENSE AÉRIENNE ; de luchtverdediging
- SOUTIEN DES FORCES AÉRIENNES ; onderhoudsploegen van de luchtmacht
- FORCES AÉRIENNES ; de luchtmacht
- FORCES AÉRIENNES STRATÉGIQUES ; de kernwapens van de luchtmacht
- GÉNIE DE L’AIR ; de genie
- SERVICE D'INFRASTRUCTURE DE LA DÉFENSE ; infrastructuur
- INTERARMÉES ; liasons
- SERVICE DU COMMISSARIAT DES ARMÉES ; inspectoraat
- JOURNÉE DÉFENSE ET CITOYENNETÉ ; contacten met de burgerij
- ARMÉE DE TERRE ; landmacht
- ARME BLINDÉE ET CAVALERIE ; pantsertroepen en tanks
- ARTILLERIE ; artillerie
- AVIATION LÉGÈRE ; lichte vliegtuigen ter verkenning
- GÉNIE ; genie
- INFANTERIE ; infanterie
- LÉGION ÉTRANGÈRE ; het Vreemdelingenlegioen
- TROUPES DE MARINE ; mariniers
- MATÉRIEL ; materieel
- SAPEURS-POMPIERS ; brandweer
- SÉCURITÉ CIVILE ; beveiliging
- TRANSMISSIONS ; verbindingen
- TRAIN ; tros, aan- en afvoertroepen
- TROUPES AÉROPORTÉES ; parachutisten
- TROUPES DE MONTAGNE ; bergtroepen
- ARMEMENT ; bewapening
- DÉFENSE ; defensie
- ÉTAT-MAJOR ; staf
- GENDARMERIE NATIONALE ; gendarmerie, paramilitaire politie
- ÉCOLES DE GENDARMERIE ; scholen van de gendarmerie
- FORMATIONS AÉRIENNES DE LA GENDARMERIE ; vliegdienst van de gendarmerie
- GARDE RÉPUBLICAINE ; garde van de Franse president
- GENDARMERIE DE LA SÉCURITÉ DES ARMEMENTS NUCLÉAIRES ; de gendarmerie die de Franse kernwapens bewaakt
- GENDARMERIE DE L’AIR ; gendarmerie op vliegvelden
- GENDARMERIE DE L’ARMEMENT ; bewapening van de gendarmerie
- GENDARMERIE DÉPARTEMENTALE ; eenheden van de gendarmerie
- GENDARMERIE DES TRANSPORTS AÉRIENS ; gendarmerie in het luchtruim
- GENDARMERIE D’OUTRE-MER ; gendarmerie in de overzeese gebieden
- GENDARMERIE MARITIME ; gendarmerie ter zee
- GENDARMERIE MOBILE ; mobiele colonne van de gendarmerie
- JUSTICE MILITAIRE ; krijgsraden
- MARINE NATIONALE ; zeemacht
- AÉRONAUTIQUE NAVALE ; marineluchtvaartdienst
- BÂTIMENTS DE COMBAT ; oorlogsbodems
- FUSILIERS MARINS ; mariniers
- MARINS POMPIERS ; brandweer van de marine
- NAGEURS DE COMBAT ; gewapende duikers
- PLONGEURS DÉMINEURS ; duikers die mijnen onschadelijk maken
- SOUS-MARINS ; onderzeebootdienst
- POSTE INTERARMÉES ; postkamers
- SERVICE DE SANTÉ ; gezondheid
- SERVICE DES ESSENCES. brandstoffen

Niet langer uitgereikte gespen
- FORCES FRANÇAISES EN ALLEMAGNE ; Franse troepen in (West) Duitsland en Berlijn
- MISSIONS D’ASSISTANCE EXTÉRIEURE ; troepen in het buitenland gestationeerd
- ARME BLINDÉE ; tanks
- COMMISSARIAT ARMÉE DE TERRE ; inspectie van de landmacht
- COMMISSARIAT ; inspectie
- TROUPES ALPINES ; bergtroepen in de Franse Alpen
- FORCE AÉRIENNE TACTIQUE ; kernwapens van de luchtmacht
- FUSILIERS COMMANDOS DE L’AIR ; luchtmobiele troepen
- TRANSPORT AÉRIEN ; luchttransport
- INTENDANCE ; bevoorrading
- ARMÉE DE L’AIR ; luchtmacht
- COMMANDEMENT AIR DES SYSTÈMES DE SURVEILLANCE, bewaking van het luchtruim
- D’INFORMATION ET DE COMMUNICATIONS ; informatie en communicatie
- COMMANDEMENT DES ÉCOLES DE L’ARMÉE DE L’AIR ; scholen van de luchtmacht
- FORCE AÉRIENNE DE COMBAT ; luchtverdediging
- FORCE AÉRIENNE DE PROJECTION ; transportvliegtuigen
- FORCES DE PROTECTION ET DE SÉCURITÉ DE L’ARMÉE DE L’AIR, beveiliging van de luchtmacht

## Voorbeelden van de draagwijze

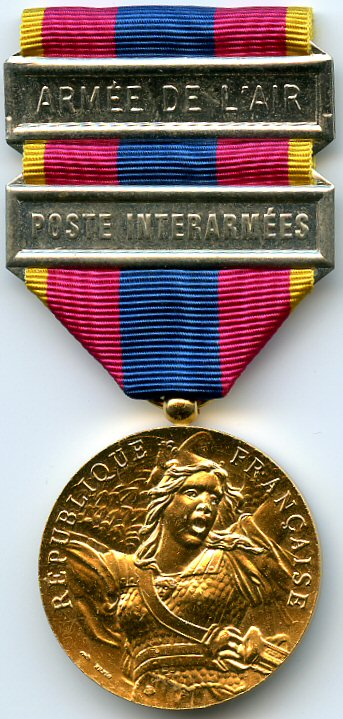
Gouden medaille met gesp: ARMEE D'AIR en INTERSERVICES POST
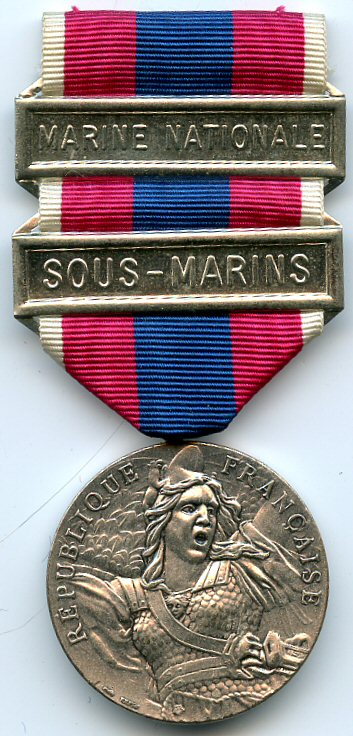
Zilveren medaille met gesp: MARINE NATIONALE en SOUS-MARINS
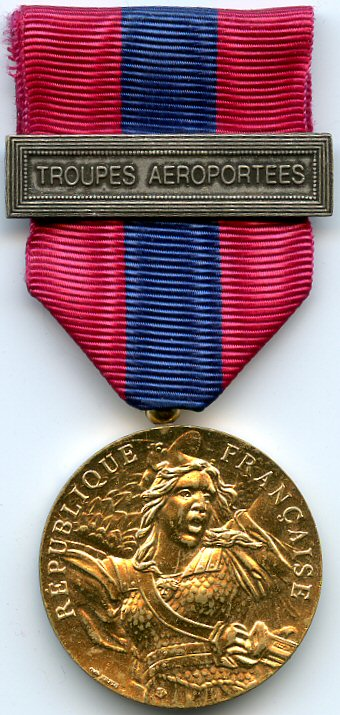
Bronzen medaille met gesp: TROUPES AEROPORTEES
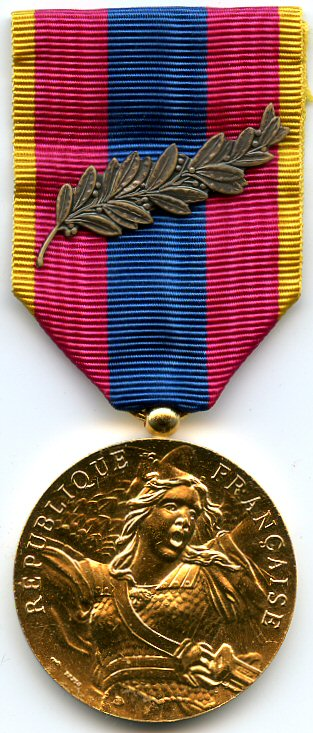
Gouden medaille met de palm voor een Dagorder op legerniveau

Baton, gouden medaille
Baton, zilveren medaille
Baton, bronzen medaille
Baton met palm en twee sterren

## Protocol
Wanneer men op uniformen geen modelversierselen draagt is een kleine rechthoekige baton in de kleuren van het lint voorgeschreven. De medaille wordt ook als miniatuur gedragen op bijvoorbeeld een rokkostuum.

## Nederlandse ontvangers

### Goud
- Generaal-majoor Tom Middendorp
- Generaal-majoor Harm de Jonge
- Commandeur Michiel Hijmans (gesp: MARINE NATIONALE)
- Majoor der mariniers Timo Looijenga (gesp: DEFENSE)
- Luitenant ter zee der eerste klasse André Roskam (gesp: BÂTIMENTS DE COMBAT)

### Zilver
- Luitenant-kolonel Urbian van den H (gesp: DEFENSE)
- Luitenant-kolonel der mariniers Bert Odding (gesp:MISSIONS D’OPERATIONS EXTERIEURES)
- Luitenant-kolonel Jaap Bot  (gesp:MISSIONS D’OPERATIONS EXTERIEURES)
- Luitenant-kolonel Marcel Kerstens (gesp: DÉFENSE)
- Luitenant-kolonel Daan Boissevain (gesp: ARMEE DE L’AIR)
- Kapitein ter zee Martin Mos (gesp: MARINE NATIONALE)

### Brons
- Generaal-majoor vlieger Theo ten Haaf (gesp: ARMEE DE L'AIR)
- Luitenant-kolonel Jennifer de Poorter
- Luitenant-kolonel Petra Vissers (gesp: ARMEE DE TERRE)
- Majoor Martijn (gesp: ARMEE DE TERRE)
- Sergeant Harry (gesp: ARMEE DE TERRE)